# Alexander L. Kielland (plate-forme)
Pour les articles homonymes, voir Alexander Kielland.
Alexander L. Kielland est le nom d'une plate-forme pétrolière située sur le champ pétrolifère d'Ekofisk en mer du Nord et qui se retourna le 27 mars 1980, à la suite du détachement de l'un des cinq pieds de soutien (lui-même consécutif à la rupture d'un  longeron), causant la mort de 123 personnes ; 89 autres furent sauvées.

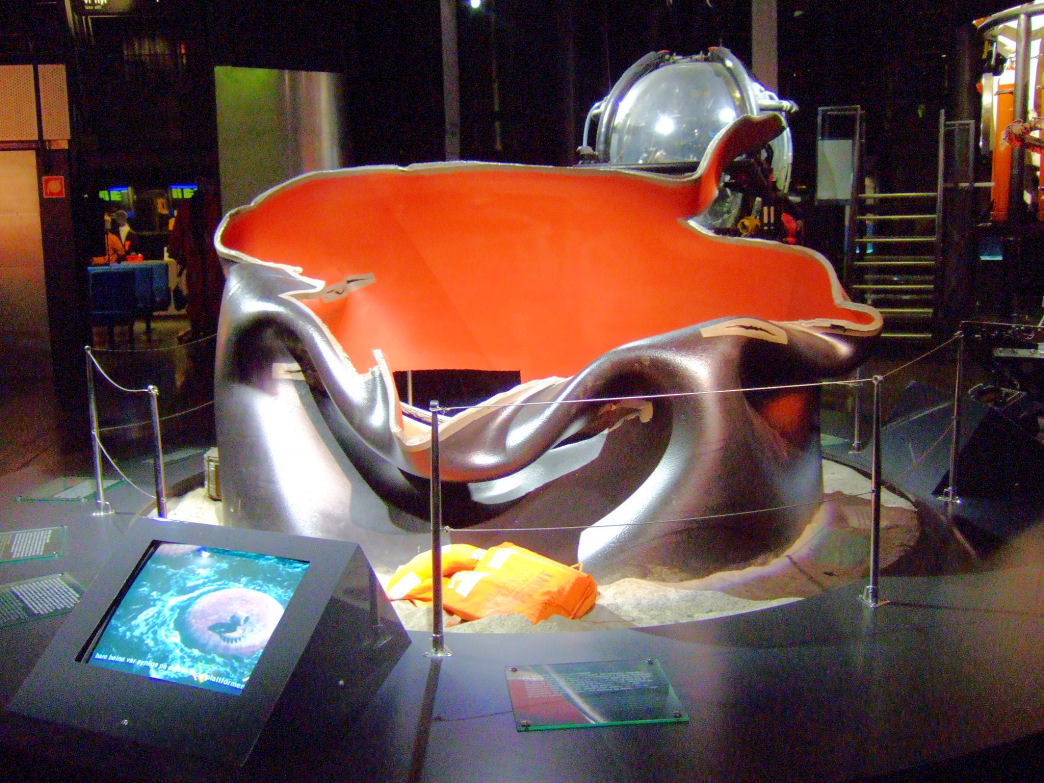
Débris de la plate-forme dans le musée du pétrole norvégien de Stavanger.